# Phylloscyrtus cicindeloides
Phylloscyrtus cicindeloides är en insektsart som beskrevs av Gerstaecker 1863. Phylloscyrtus cicindeloides ingår i släktet Phylloscyrtus och familjen syrsor. Inga underarter finns listade i Catalogue of Life.